# 大頭小僧

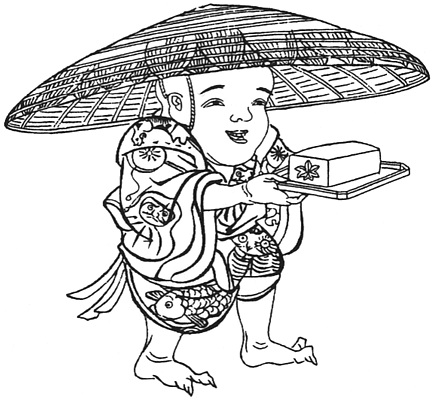
北尾政美『夭怪着到牒』 大頭小僧

大頭小僧（おおあたまこぞう）は日本の妖怪。黄表紙『夭怪着到牒』（1788年）などに描かれている。頭部の大きな子供の姿をした妖怪。

## 概要

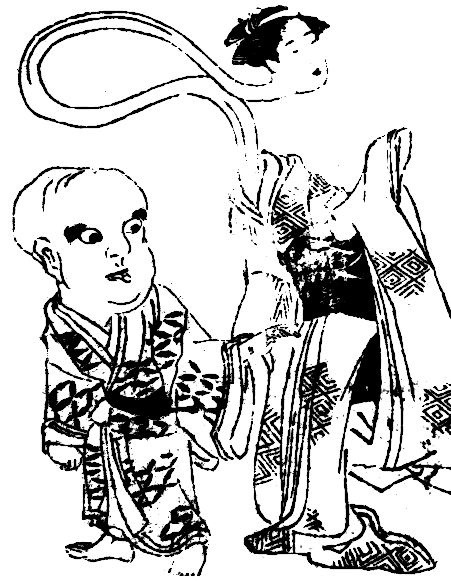
『化物夜更顔見世』（1791年）ちょろけん小僧（左）とろくろ首

『夭怪着到牒』では「豆腐屋を驚かして豆腐を持って来た」といった内容を作中のせりふとして語っており、特徴的な大きな頭を見せ人間を驚かす妖怪であると考えられる。桜川慈悲成『化物夜更顔見世』（1791年）では、ちょろけん、ちょろけん小僧という名で頭部の大きな子供の妖怪が登場しており、同様の妖怪が江戸時代に描かれていたことをうかがうことが可能である。水木しげるの著作では、大きな頭と獣のような裸足が特徴であり、豆腐小僧とは別の妖怪とも書かれている。
また、十返舎一九 『金生木息子』（1805年）では、福助という主人公の少年が「おおあたま」というあだ名をつけられたことを逆手にとって張り子で大頭をつくり、狸が化ける大頭な妖怪の姿に仮装をして酒屋の御用聞きに出て人気をとるという話が描かれている。一九によるこの作品の発売前年（1804年）には福助人形が江戸で人気商品となっており、福助という主人公の名もそれに由来し、その特徴と既に存在した大頭小僧の妖怪を合わせた趣向であると考えられる。
アダム・カバットの著作による紹介（1999年）以後は、豆腐を持ち運んでいる様子が描かれていることから「豆腐小僧」として『夭怪着到牒』の「大頭小僧」の図版が使用されることが増え、それ以前の豆腐小僧イメージとの置き換えまたはイメージの混同が見られた。

## 『夭怪着到牒』作中での大頭小僧
大頭小僧は、見越入道の孫という設定で登場をしている。前述のように豆腐小僧とのイメージの混同から、本作での設定を豆腐小僧そのものの一般的な情報として引いている書籍を2000年代以後には見ることも出来る。

## 平成以後の解説
水木しげるの著書における、紅葉豆腐を持っているのは「大頭小僧」であるという解説および豆腐小僧とは別物であるという分類を敷衍解釈し、紅葉豆腐を持つ妖怪を大頭小僧、それ以外の豆腐（絹豆腐など）を持つのが豆腐小僧であると解説されることもある。

## 関連記事
- 日本の妖怪一覧
- ちょろけん